# Medalha e Prêmio Rutherford
A Medalha e Prêmio Rutherford (em inglês:  Rutherford Medal and Prize) é concedida a cada dois anos pelo Instituto de Física por "pesquisa de destaque em física ou tecnologia nuclear"."

## História
O Conselho da Sociedade Física instituiu o Palestra Rutherford Memorial em 1939, em memória de Ernest Rutherford, 1º Barão de Rutherford de Nelson. Lord Rutherford foi o pai da física nuclear, descobrindo o conceito de meia-vida radioativa, provou que a radioatividade envolveu a transmutação de um elemento químico para outro. Em 1908 ele recebeu o Prêmio Nobel de Química por este trabalho.
Devido à eclosão da guerra, a primeira palestra Rutherford Memorial não foi dada até 1942. Em 1965, o Conselho decidiu que, tendo em conta as condições mudaram desde a palestra foi estabelecido, este deve tornar-se uma medalha e prêmio. O primeiro prêmio foi feita em 1966.
O prêmio é agora feita bienalmente nos anos pares datados.
A adjudicação será feita à investigação distinto em física nuclear ou a tecnologia nuclear. O laureado receberá uma medalha de bronze e um prêmio de £ 1000 junto com um certificado.

## Laureados
Os laureados são:

### Palestras (1942–1964)
- 1942: Harold Roper Robinson
- 1944: John Cockcroft
- 1946: Marcus Oliphant
- 1948: Ernest Marsden
- 1950: Alexander Smith Russell
- 1952: Rudolf Peierls
- 1954: Patrick Maynard Stuart Blackett
- 1956: Philip Dee
- 1958: Niels Bohr
- 1960: Cecil Frank Powell
- 1962: Denys Wilkinson
- 1964: Peter Fowler

### Medalha e Prêmio Rutherford
- 1966: Pyotr Kapitsa
- 1968: Brian Flowers
- 1970: Samuel Devons
- 1972: Aage Niels Bohr
- 1973: James MacDonald Cassels
- 1974: Albert Edward Litherland
- 1976: Joan Maie Freeman e Roger John Blin-Stoyle
- 1978: Paul Taunton Matthews
- 1980: Paul Gayleard Murphy e John James Thresher
- 1982: David Maurice Brink
- 1984: Peter Higgs e Tom Kibble
- 1986: Alan Astbury
- 1988: John Dowell e Peter I P Kalmus
- 1990: Roger Julian Noel Phillips
- 1992: Erwin Gabathuler e Terry Sloan
- 1994: James Philip Elliott
- 1996: David Vernon Bugg
- 1998: Anthony Michael Hillas
- 2000: William R Phillips
- 2002: Peter John Dornan, David Plane e Wilber Venus
- 2004: David L Wark
- 2006: Ken Peach
- 2007: Patrick Bateson
- 2008: Alan Copestake, Stephen Walley, John Stewart Kiltie, Chris Weston e Brian Griffin
- 2010: Martin Freer
- 2012: Peter Butler
- 2014: Paul Nolan